# Неру, Камала
Камала Неру (хинди कमला नेहरू; урождённая Каул, 1 августа 1899, Дели, Британская Индия — 28 февраля 1936, Лозанна, Швейцария) — деятель народно-освободительного движения Индии. Жена Джавахарлала Неру, мать Индиры Ганди.

## Биография
Камала Каул родилась 1 августа 1899 года в семье Раджпати и Джавахармала Каул, кашмирских брахманов среднего класса. У неё было два брата Чанд Бахадур Каул и Кайлас Нат Каул, и сестра Сваруп Катджу. Образование Камалы проходило дома под надзором приходящих учителей.

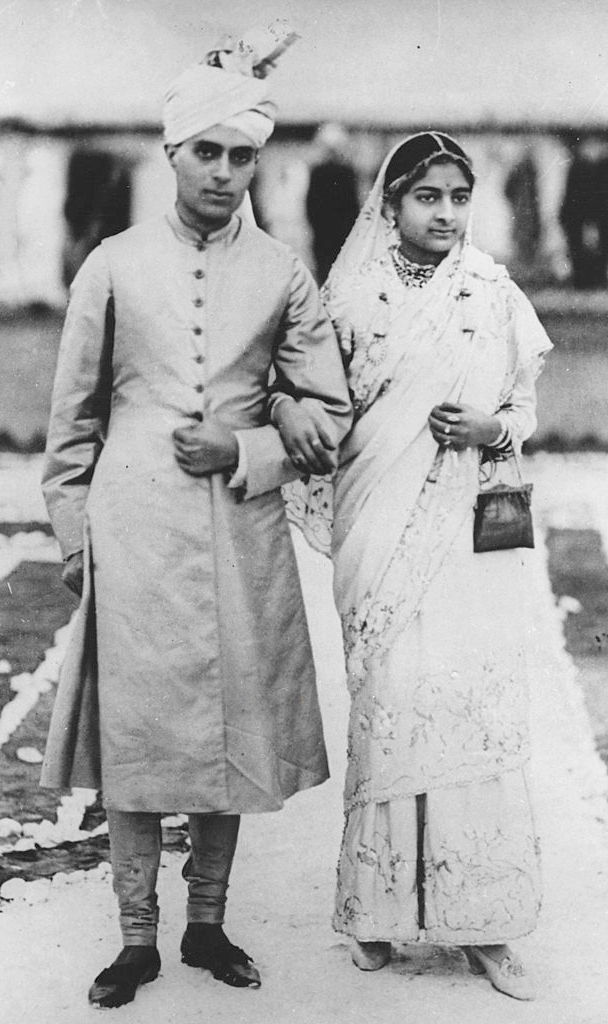
Свадьба Камалы и Джавахарлала Неру

8 февраля 1916 года, в день индуистского праздника, знаменующего приход весны, шестнадцатилетняя Камала Каул вышла за Джавахарлала Неру, который был старше её на 10 лет. Через год после свадьбы, 19 ноября 1917 года, у них родилась единственная дочь, которую назвали Индирой. В ноябре 1926 года Камала родила мальчика, но он прожил всего неделю.
В 1930 году после ареста почти всех руководителей Индийского национального конгресса и десятков активистов, в том числе и Неру, в борьбу против английского правительства вступили индийские женщины. Камала руководила всеми женщинами Аллахабада, и они единодушно соглашались с её решениями и советами. Крестьянки, работницы, женщины высшего света и нищие устраивали выходили на митинги в нарушение приказа правительства, бойкотировали английские магазины, сжигали английские товары. «Я никогда не забуду, какое глубокое волнение охватило нас, когда мы, находившиеся в то время в тюрьме Наини, узнали об этом. Как бесконечно мы гордились женщинами Индии! Мы почти не в состоянии были говорить об этом, ибо сердца наши были переполнены, а глаза затуманены слезами» — позже писал Джавахарлал Неру. В первый день 1931 года Камалу в первый раз арестовали и заключили в тюрьму. При аресте она бросила: «Я безмерно счастлива и горда тем, что следую по стопам своего мужа!». Мотилал Неру хвалил невестку: «Молодец женщина. Именно такая жена и нужна была Джавахарлалу».
Камала Неру умерла после долгой болезни 28 февраля 1936 года в Лозанне, Швейцария. После её смерти Джавахарлал Неру писал, что «по мере того, как она становилась женщиной, глаза её обретали глубину и огонь, напоминая тихие омуты, на дне которых бушевали бури. В основе своей она была индийской девушкой, или, точнее, кашмирской девушкой, чувствительной и гордой, ребячливой и взрослой, легкомысленной и мудрой. За свою жизнь мне довелось встретить очень немногих, кто произвёл бы на меня столь же сильное впечатление своей искренностью».